# Прокоп Голый
Прокоп Голый (чеш. Prokop Holý), также известен как Прокоп Великий, Прокоп Большой, Прокоп Лысый (около 1380 — 30 мая 1434, Липаны) — радикальный гуситский вождь, политик и военачальник. С 1426 года — основной идеолог, военный и политический лидер таборитов. Погиб в битве у Липан в составе таборитской конницы, атаковавшей увязшую в бою конницу чашников.

## Биография
Со стороны матери Прокоп происходил из семьи немецкого пражского патриция Яна (Иоганна) из Аахена. О судьбе его отца ничего не известно. Изучив теологию в Карловом университете в Праге, он сначала стал католическим священником в Праге, а затем обратился к учению Яна Гуса. Первоначально Прокоп был утраквистом (умеренное крыло гуситов), женатым священником. С 1420 года он стал проповедником гуситов в Таборе. В дальнейшем, Прокоп стал наиболее выдающимся вождём таборитов в позднем периоде гуситских войн. Не будучи непосредственным преемником Яна Жижки, он командовал войсками Табора при победах над немецкими крестоносцами в битвах при Усти-над-Лабем в 1426 и Домажлице в 1431 году. Сокрушительное поражение, нанесённое крестоносцам Священной Римской империи, привело к мирным переговорам в Хебе между гуситами и представителями Базельского собора (1432).
Прокоп действовал как лидер таборитов в их рейдах в Венгрию и Германию, особенно в 1429 году, при рейде чешской армии в Саксонию и баварский Нюрнберг. Однако гуситы не собирались захватывать немецкие земли, и в городе Кульмбах был заключён мир с бургграфом нюрнбергским Фридрихом I, по которому гуситы оставили пределы Германии. Когда чехи начали переговоры с императором Сигизмундом и Базельским собором, Прокоп возглавил посольство, отправленное в Базель после долгих предварительных обсуждений (1433). Переговоры оказались безрезультатными, и посольство вернулось в Чехию.
После неудачи в достижении компромисса с католиками чешская знать, как утраквистская, так и католическая, сформировала союз для противодействия радикальному гусизму, который вследствие успехов Табора пользовался большой популярностью в городах Чехии. Борьба началась в Праге, где жители Старого Города одержали верх над радикальным Новым Городом. Ослаблению таборитов способствовал переход на сторону католиков города Пльзень, который табориты безуспешно штурмовали с июля 1433 по май 1434 года. После заключения сепаратного мира между чашниками и католиками, Прокоп вызвал на помощь Прокопа Малого, командовавшего армией таборитов, и встал укреплённым лагерем под Прагой. 30 мая 1434 года их армия была атакована и разбита объединёнными силами утраквистов и католиков в сражении, известном как битва у Липан. Оба Прокопа были убиты в бою.